# 马尔帕尔蒂达
马尔帕尔蒂达，是西班牙卡斯蒂利亚-莱昂萨拉曼卡省的一个市镇。 总面积10平方公里，总人口138人（2001年），人口密度14人/平方公里。